# N63 (België)
De N63 is een gewestweg in de Belgische provincies Luik, Namen en Luxemburg. De weg verbindt de N617 in de Luikse wijk Sclessin met de N86 in Marche-en-Famenne. De weg loopt door de Condroz (vandaar ook haar naam "Route du Condroz") en de Famenne en draagt in zijn geheel ook het Europese nummer E46.
De N63 is grotendeels uitgevoerd als expresweg en heeft een lengte van ongeveer 51 kilometer.

## Plaatsen langs de N63
- Sclessin
- Ougrée
- Boncelles
- Neupré
- Ehein
- Fraineux
- Soheit-Tinlot
- Terwagne
- Bois-et-Borsu
- Méan
- Baillonville
- Marche-en-Famenne

## Aftakkingen

### N63a en N63b
De N63a en N63b zijn verbindingswegen net ten zuiden van de Maas bij Ougrée. Beide wegen verbinden de N63 met respectievelijk de N90 en de N90a. De N63a en N63b zijn alleen te berijden afkomstig vanuit het noorden (Luik) naar de N90/N90a toe en vanaf de N90/N90a richting het zuiden van de N63. In de tegenovergestelde richting bevindt zich hier slechts één afrit, die direct aansluit op de N90a, die eveneens de N90 verbindt.
De N63a heeft een lengte van ongeveer 300 meter, terwijl de N63b een lengte heeft van ongeveer 250 meter.

### N63c
De N63c is een 2,2 kilometer lange verbindingsweg door de plaats Tinlot heen. De route vormt de oude route van de N63, die heden ten dage om Tinlot heen ligt. Verkeer dat vanuit het zuiden naar de N66 wil, en verkeer dat van de N66 naar het noorden wil kan gebruik maken van deze route. In tegenovergestelde richting heeft de N63 wel een eigen af- en toerit voor de N66.

### N63d
De N63d is een 2,8 kilometer lange aftakking van de N63 door de plaats Terwagne heen. Evenals de N63c en N63e vormt de N63d de oude route van de N63. Ook bij Terwagne is de N63 om de plaats heen aangelegd.

### N63e
De N63e is een 1,7 kilometer lange verbindingsweg door de plaats Bois heen. Evenals bij de N63c en N63d vormt de N63e de oude route van de N63. De N63e heeft daarnaast de functie als zeer uitstrekte af- en toerit voor het verkeer vanuit het noorden naar het zuiden toe, terwijl het verkeer in tegenovergestelde richting een eigen af- en toerit heeft voor de plaats Bois.

### N63f
De N63f is een 1,1 kilometer lange parallelweg langs de N63 ter hoogte van de plaats Méan. De weg ligt direct ten westen van de N63 en vormt de verbinding tussen de N638, de N938 en de N983. Ten oosten van de N63 heeft de N983a dezelfde functie als de N63f.